# Environnement au Portugal
L'environnement au Portugal est l'environnement (ensemble des éléments - biotiques ou abiotiques - qui entourent un individu ou une espèce et dont certains contribuent directement à subvenir à ses besoins) du pays Portugal.

## La biodiversité au Portugal

### Géographie du Portugal
Dans le nord du pays, le paysage est montagneux ; au centre et au sud s'étendent des plateaux propices à l'agriculture.
De Lisbonne jusqu'à l'Alentejo, le relief est plutôt caractérisé par des plaines. Le Portugal est traversé par plusieurs fleuves, certains prenant leurs sources en Espagne comme le Douro, le Minho, Guadiana et le plus célèbre, le Tage. D'autres fleuves importants naissent, eux, au Portugal comme le Mondego, le Sado et Mira. Le pays compte plusieurs écorégions dont la forêt sclérophylle et semi-caduque ibérique.
Le climat du Portugal est de type méditerranéen selon la classification de Köppen. D'après cette classification, le climat est caractérisé essentiellement par des étés chauds et secs et des hivers plus ou moins doux. 

### Habitat, faune et flore

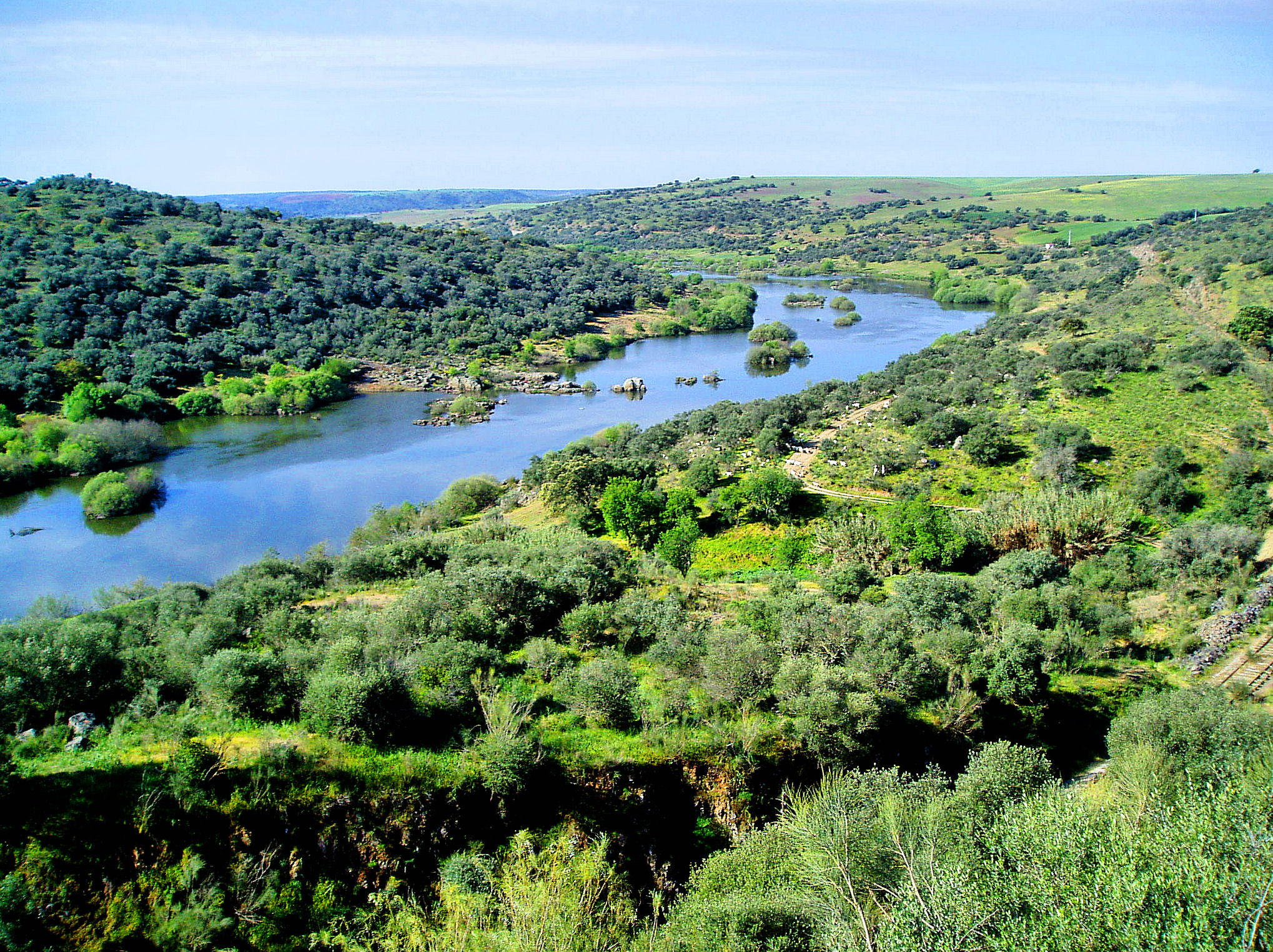
Le fleuve Guadiana à hauteur de Serpa, Alentejo.

En ce qui concerne les forêts portugaises, le pin (plus particulièrement le Pinus pinaster et le Pinus pinea), le châtaignier, le chêne-liège, le chêne vert, le chêne du Portugal, et l'eucalyptus sont très répandus. L'eucalyptus, qui est souvent l'essence replantée après un incendie, alors même qu'elle est hautement inflammable, est en expansion. Il recouvrirait 9 % du territoire en 2017.
La position septentrionale de l’archipel des Açores, au milieu de l’Atlantique Nord, et les abondantes précipitations (pouvant dépasser 4 000 mm dans les zones les plus élevées) lui confèrent une végétation toute particulière, que l’on ne retrouve souvent pas dans les autres îles de la Macaronésie. On y trouve par exemple des milieux propres aux climats froids, tels que les tourbières, où abondent les sphaignes.
Le Portugal abrite près de 330 espèces d'oiseaux : Merle bleu, caille, perdrix rouge, aigle impérial, coucou, bécasse, cigogne noire, vautour d'Égypte, pie bleue... C'est une escale importante pour les oiseaux migrateurs, sur les sites du cap Saint-Vincent et de la Serra do Monchique, où des milliers d'oiseaux qui volent de l'Europe vers l'Afrique en automne ou sur la direction opposée peuvent être vus au printemps. Par ailleurs, la population de cigogne blanche a fortement augmenté en 30 ans, passant de 1 533 couples en 1984 à près de 12 000 couples en 2014.
Les eaux marines portugaises sont parmi les plus riches en biodiversité au niveau mondial. La mer des Açores héberge différentes espèces de cétacés, dont les plus fréquents sont les cachalots, les baleines à bec et les dauphins. On y trouve également quelques espèces de requins, allant du requin nain au requin-baleine, le sabre ou trichiurus, le thon, la bonite à ventre rayé (katsuwonus pelamis), le congre, la murène, le chinchard (« chicharro» en portugais). Les poulpes, les oursins, les étoiles de mer, les patelles (« lapas» en portugais), les thoracica (« cracas » en portugais) peuplent les zones côtières. Les lacs et rivières recèlent truites, perches, carpes et brochets. Dans les Açores, les sources hydrothermales, très profondes, constituent un habitat singulier, qui abrite des écosystèmes uniques, avec une forte densité d’espèces endémiques, comprenant des bactéries chimioautotrophes, des moules géantes, des polychètes et des crevettes, auxquels s’associent patelles, crabes et poissons abyssaux.
Le Portugal est également le domicile de grands mammifères comme des cerfs, des sangliers, des renards, des blaireaux, des martres et des genettes. En 2019, pour la 1re fois depuis 200 ans, un ours brun est observé dans le nord-est du Portugal. La population était stable au XVIIIe et jusqu'à la fin du XIXe siècle, ils se sont ensuite éteints.
L'écrevisse de Louisiane, espèce invasive, a été introduite dans les années 1970 et a proliféré.

### Espaces protégés
C'est la troisième plus grande zone exclusive de l'Union européenne et la onzième à l'échelle mondiale. Les régions protégées au Portugal incluent un parc national, 12 parcs naturels, 9 réserves naturelles, 5 monuments naturels et 7 paysages protégés, s'étendant du Parc National de Peneda-Gerês jusqu'au Parc delabite da Estrela et à la Réserve naturelle de Paul de Arzila.
Les Selvagens, réserve naturelle depuis cinq décennies, est étendue en 2021 pour devenir la plus grande réserve marine entièrement protégée d'Europe (2 677 km2).

### Réseau européen Natura 2000

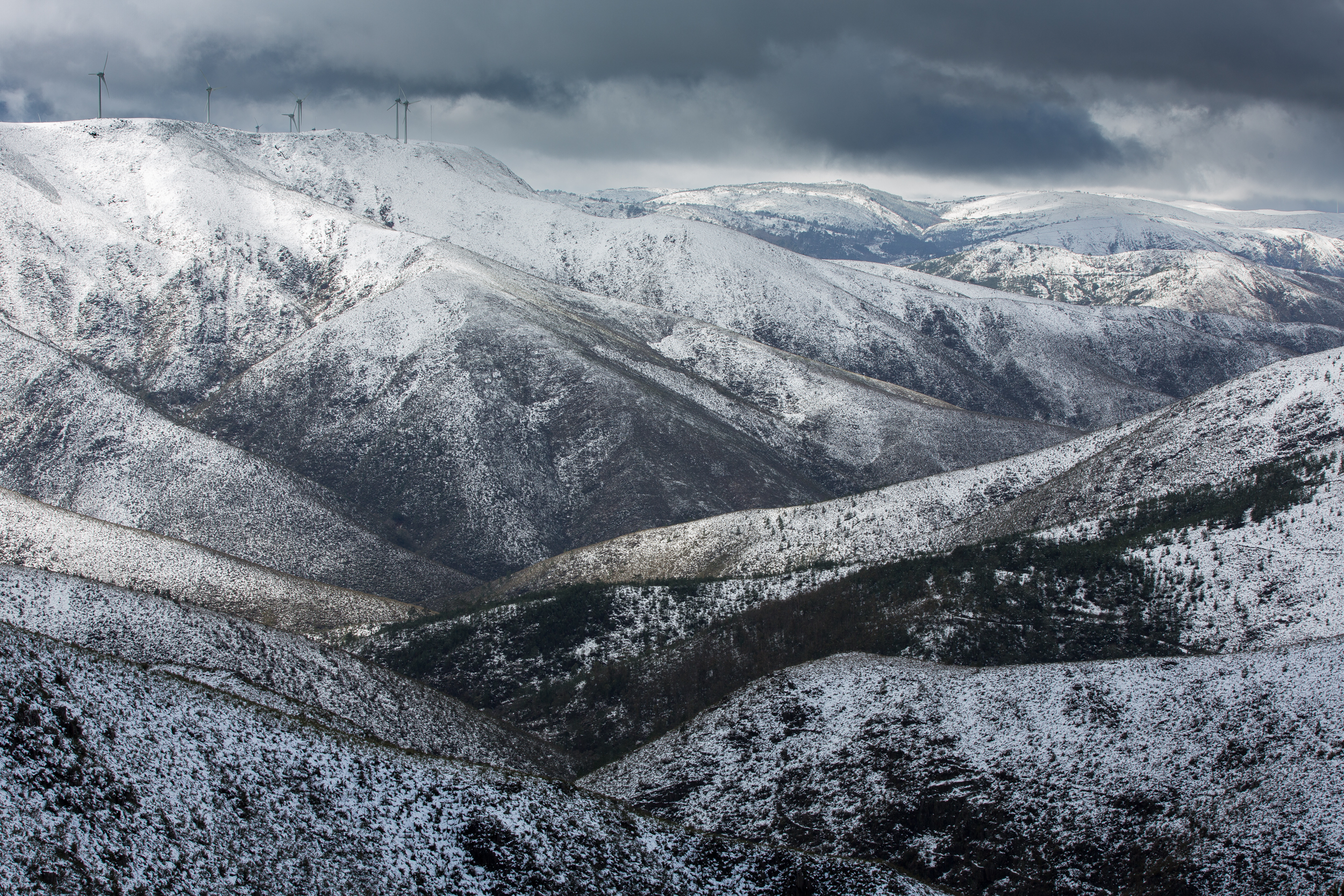
La Serra da Arada, site Natura 2000 au Portugal, sous la neige. Février 2016.

Le réseau Natura 2000 rassemble des sites naturels ou semi-naturels de l'Union européenne ayant une grande valeur patrimoniale, par la faune et la flore exceptionnelles qu'ils contiennent.
En décembre 2018, le Portugal comptait 166 sites dont :
- 62 zones de protection spéciale (ZPS) pour les oiseaux sur une superficie de 17 952 km2 ;
- 107 zones spéciales de conservation (ZSC) (dont les pSIC, SIC) pour les habitats et les espèces sur une superficie de 46 598 km2.

La superficie totale est de 57 062 km2, ce qui représente 20,7 % de la surface terrestre et marine du territoire du Portugal.

#### Cartographie des sites Natura 2000 du Portugal
- [image] Carte des sites Natura 2000 (SIC, ZSC + ZPS) du Portugal, décembre 2017 (haute définition), Source

## Impacts sur les milieux naturels

### Activités humaines
- Utilisation de la terre :
  - terres cultivables : 26 % (23 000 km2)
  - terres cultivées : 6 300 km2
    -  dont terre irriguée : 6 300 km2 (environ)

  - récoltes permanentes : 9 %
  - pâturages permanents : 9 %
  - forêts et région boisée : 36 %
  - autre : 20 % (artificialisation)

#### Agriculture et pêche

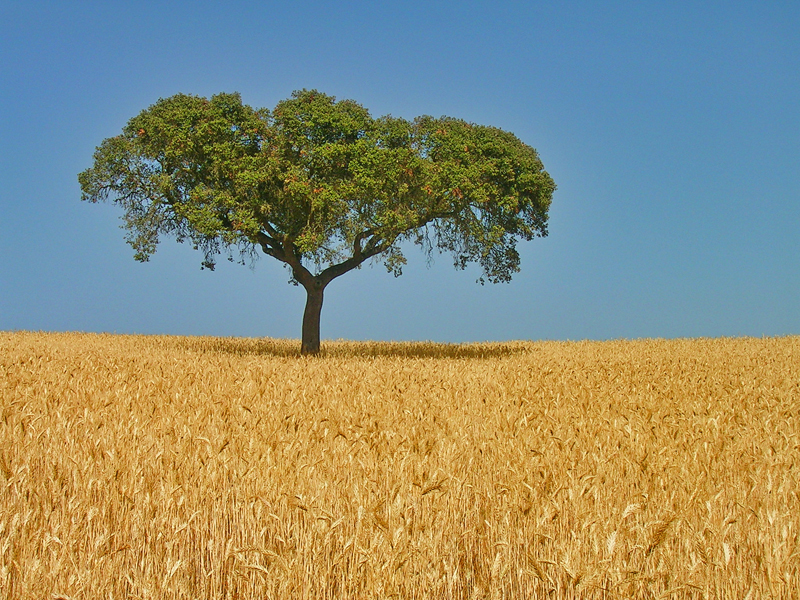
Champ typique de l'Alentejo, région d'exploitation du chêne liège.

L'industrie de la pêche est importante.
Le Portugal est le premier producteur de liège.
Sur l'archipel des Açores, les forêts furent en grande partie abattues pour faire place aux pâturages nécessaires à l’élevage bovin.

#### Industrie
L’industrie du papier et de la pâte à papier (alimentée pour l'essentiel par le bois d'eucalyptus), représente 1 % du PIB portugais malgré le peu d'emplois directs créés.

#### Infrastructures et transports
Le réseau haute tension s'est rapidement développé, avec 5 870 km de lignes en 1993 et 8 630 aujourd'hui. 2 500 nids de cigognes sont installés en 2015 sur ces lignes.

### Pression sur les ressources non renouvelables
- Ressources naturelles : tungstène, minerai de fer, minerai d'uranium, marbre

## L'exposition aux risques
Le Portugal est exposé à de multiples aléas naturels : inondations, tempêtes, incendies, glissements de terrain...

### Feux de forêt
Du fait des chaleurs et sécheresse, liées à la géographie du pays, les feux de forêt sont régulièrement importants sur le territoire. Des zones gigantesques ont par exemple brulé en 2003 et 2005, et l'île de Madère, notamment, a été durement touchée en 2016. En 2017, le Portugal connait le feu de forêt le plus meurtrier de son histoire récente : l'incendie de Pedrógão Grande, provoquant la mort de 64 personnes. 
Les plantations d'eucalyptus, essence hautement inflammable, sont montrées du doigt. Cet arbre d’origine australienne constitue l’espèce la plus présente au Portugal, indique la Ligue pour la protection de la nature (LPN). Le pays compte la plus grande densité d’eucalyptus du monde. Ces plantations servent notamment de matière première à l’industrie papetière, en particulier The Navigator Company, l'une des plus puissantes entreprises du pays. D'après la présidente de l’Association des victimes de l’incendie de Pedrógão Grande : « En 2002-2004, le gouvernement de José Manuel Barroso a négocié avec l’entreprise afin d’intensifier son développement économique. Dès lors, les pouvoirs locaux ont délivré les autorisations de planter de l’eucalyptus aux micropropriétaires les yeux fermés. La politique forestière étant fondée sur le profit à court terme, l’arbre a très vite proliféré dans les zones rurales les plus défavorisées. »

## Politique environnementale au Portugal

### Traités internationaux
Le Portugal a signé le protocole de Kyoto.
Dans le cadre de la COP 21, le Portugal s'est engagé à réduire ses émissions de gaz à effet de serre de 40 % d'ici à 2030 par rapport au niveau de 1990, conformément à l'engagement de l'Union européenne.

### Énergie et transports

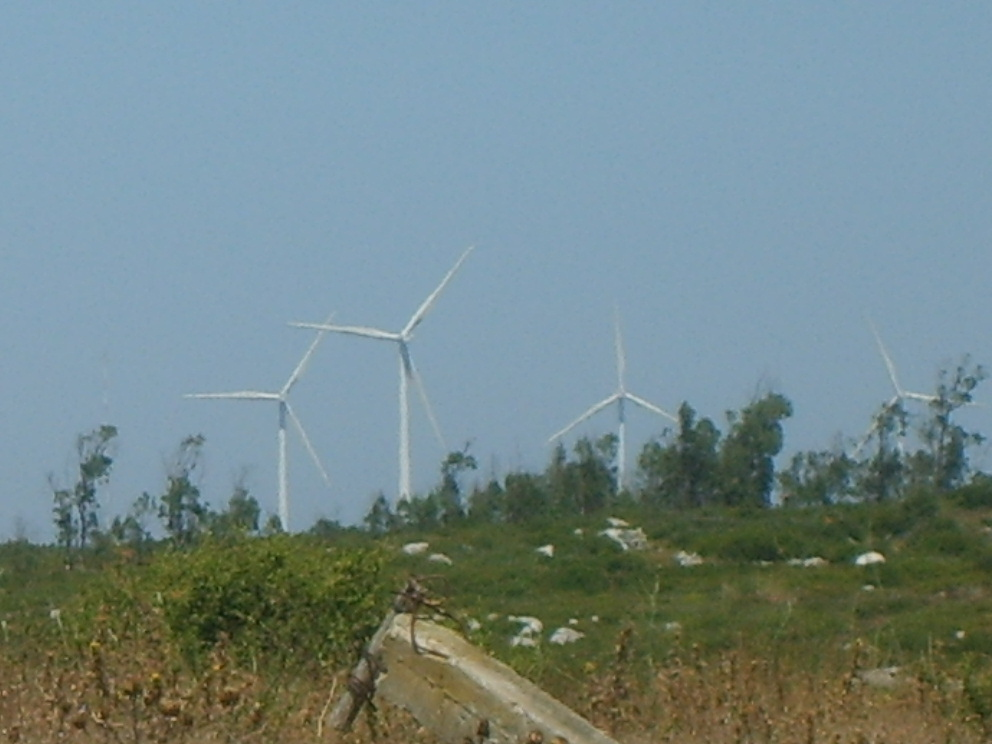
Parc éolien à São Bartolomeu dos Galegos.

En 2015, les énergies renouvelables fournissent 48 % de l'électricité du pays. En mai 2016, le Portugal a fonctionné durant 4 jours consécutifs uniquement avec des énergies vertes.
En août 2023, le Portugal adopte un passe ferroviaire à 49 euros. Il incite à abandonner les modes de transport les plus polluants, avec des restrictions. À sa commercialisation, 250 000 titres avaient été vendus en seulement trois jours.

### Protection de la biodiversité
Le Portugal mène une politique importante de préservation des cigognes.
Le nombre de gardes forestiers est par contre passé de 1 200 à 317 au début des années 2010.

### Gestion des risques
En juin 2017, des incendies provoquent la mort de soixante-six personnes, ce qui entraine de vives critiques contre les autorités, accusées de négligence. Conséquence de l'austérité et du faible niveau d'investissement public, le démantèlement des services forestiers, la privatisation des moyens aériens de lutte contre les incendies et l'amputation des budgets de la politique forestière ont été poursuivis durant des années, tant par des gouvernements conservateurs que sociaux-démocrates. Entre 2006 et 2016, les effectifs des gardes forestiers ont été réduits de près d'un tiers. 
Depuis mars 2018, 18 500 chèvres participent à la lutte contre les feux de forêt au Portugal en défrichant les espaces délaissés, escarpés...

### Évaluation environnementale globale
En 2015, l'organisation Global Footprint Network (GFN) indique que le Portugal a un déficit écologique. La biocapacité par personne s'élève à environ 1,51 hag (hectare global par habitant), l'empreinte écologique par personne à 3,34 hag. L'empreinte agricole et l'empreinte carbone sont environ deux fois plus importantes que la capacité agricole d'une part, forestière d'autre part.
Le jour du dépassement (date de l’année, calculée par l'ONG américaine Global Footprint Network, à partir de laquelle l’humanité est supposée avoir consommé l’ensemble des ressources que la planète est capable de régénérer en un an) du pays est le 26 mai. Autrement dit, il faudrait 2,5 planètes si tout le monde vivait en moyenne comme les habitants du Portugal (l'Espagne ayant la même empreinte) en 2019.